# Erik Sabo
Pour les articles homonymes, voir Sabo.
Erik Sabo, né le 22 novembre 1991 à Šúrovce en Tchécoslovaquie, est un footballeur international slovaque, qui évolue au poste de milieu relayeur à l'AEZ Zakakiou.

## Biographie

### Carrière en club
Erik Sabo dispute 22 matchs en Ligue Europa, pour neuf buts inscrits. Lors de cette compétition, il inscrit avec le Spartak Trnava deux doublés face au club maltais d'Hibernians en juillet 2014,, puis un autre doublé contre l'équipe nord-irlandaise de Linfield en juillet 2015.
Le 13 septembre 2018, il s'engage pour trois saisons avec l'Hapoël Beer-Sheva, qui a dépensé 280 000 euros pour le recruter.

### Carrière internationale
Erik Sabo compte six sélections avec l'équipe de Slovaquie depuis 2014. 
Il est convoqué pour la première fois en équipe de Slovaquie par le sélectionneur national Ján Kozák, pour un match amical contre le Monténégro le 23 mai 2014. Il entre à la 69e minute de la rencontre, à la place de Vladimír Weiss (victoire 2-0).

## Palmarès
- Spartak Myjava
  - Champion de Slovaquie de 2. Liga (D2) en 2012 (en)